# Ernest Michel
Pour les articles homonymes, voir Ernest Michel (voyageur) et Michel.
Ernest Michel, né le 30 juillet 1833 à Montpellier, mort dans la même ville le 28 mai 1902, est un peintre français.
Il est le père de l'architecte Henri Michel.

## Biographie
Ernest Michel est l'élève de Charles Matet, à Montpellier, avant d'entrer dans les ateliers de François-Édouard Picot et d'Alexandre Cabanel, à l'École des beaux-arts de Paris. Cinq ans après son admission, il obtient le second prix de Rome avec Le Retour du Jeune Tobie et, en 1860, le premier prix de Rome avec Sophocle accusé par ses fils. Revenu d'Italie en 1870, où il se lie d'amitié avec Jules Massenet et Émile Paladilhe, sa santé délicate le contraint à s'installer dans le Sud, ce qui explique en partie son retour définitif à Montpellier.
S'il renonce à la perspective d'une brillante carrière parisienne, Ernest Michel accède néanmoins à une position éminente en devenant directeur de l'école des beaux-arts de Montpellier, chef de l'atelier de peinture, et conservateur du musée Fabre de Montpellier en 1871, fonctions qu'il occupera jusqu'à sa mort. Sous sa direction, l'École des beaux-arts de Montpellier se classe parmi les meilleures de province, le musée Fabre est nanti du premier catalogue de ses collections.
Portraitiste et peintre d'histoire, Ernest Michel se distingue surtout dans les scènes intimistes et les portraits de groupe, où transparaissent la sensibilité et l'acuité d'un homme discret. Chef d'atelier de nombreux jeunes artistes, (Cauvy, Eloy-Vincent, Galand, Leenhardt, etc.), il laisse également une abondante production conservée dans divers musées français.

## Collections publiques
- Sophocle accusé par ses fils[1], 1860, École nationale supérieure des beaux-arts, Paris
- Amphinomus et Anapias sauvant leurs vieux parents, 1882, musée de Valence
- Le Bureau de l'Association des Étudiants de Montpellier aux fêtes du VIe Centenaire, 1891-1892, hall du bâtiment historique de la Faculté de médecine, Montpellier.  Classé MH (2005)[2]
- L'heureuse mère, Musée des Beaux-Arts de Béziers.

## Publications d'Ernest Michel
- Catalogue des peintures et sculptures exposées dans les galeries du Musée Fabre de la ville de Montpellier, suivi d'une notice sur les principales œuvres d'art existant dans cette ville, en dehors du Musée, 8° édition, Montpellier, impr. de J. Martel aîné, 1879.
- Catalogue des peintures et sculptures exposés dans les galeries du Musée Fabre de la ville de Montpellier, suivi d'une notice, 9° édition, Montpellier, impr. Serre et Ricome, 1890

## Hommages
Une rue de Montpellier honore sa mémoire.

Œuvres d' Ernest Michel
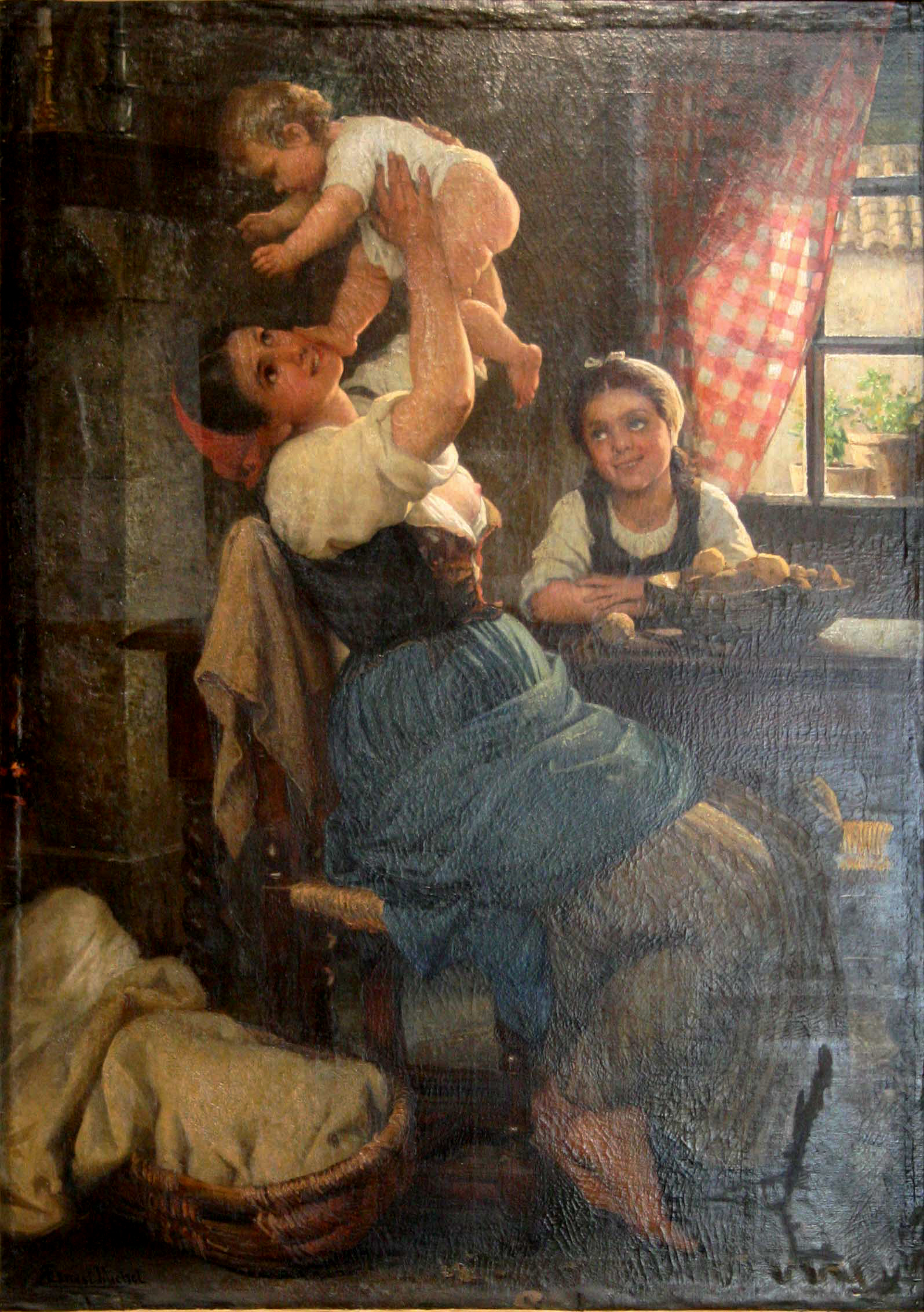
L'heureuse mère, Musée des Beaux-Arts de Béziers.